# Teruo Higa
Teruo Higa (in giapponese 比嘉照夫) (Okinawa, 28 dicembre 1941) è un agronomo e microbiologo giapponese.

## Biografia
Diplomatosi alla Facoltà di Agraria dell'Università di Rykyus,  Giappone, ha lavorato come agricoltore durante gli studi.
Laureatosi presso la Facoltà di Ricerche Agrarie dell'Università di Kyushu,  Giappone, è tornato come docente, professore assistente e professore di giardinaggio all'Università di Ryukyus dal 1970 al 1982.
Le sue ricerche si sono rivolte alla ricerca di alternative alle sostanze chimiche impiegate in agricoltura, effettuando ricerche microbiologiche, senza esito soddisfacente fino al 1981.
Analizzando quasi per caso il comportamento, il contenuto e l'effetto sulla vegetazione, dei microrganismi usati per gli esperimenti, gettati via in uno stesso secchio, ebbe l'intuizione che  portò alla scoperta della combinazione di colture chiamata EM (Effective Microorganism, in italiano Microrganismi effettivi), ad effetto soddisfacente per un utilizzo agricolo.

Continuò poi le sue ricerche sull'isola di Shigacki presso un'istituzione religiosa.
La combinazione  di culture microbiche da lui scoperta è risultata particolarmente stabile, riproducibile ed efficace anche in settori diversi da quelli agricoli, come per esempio depurazione acque, bonifiche e gestione rifiuti, e per la preparazione di mangimi speciali ed integratori alimentari.
Il prof. Teruo Higa ricopre attualmente incarichi legati ad organizzazioni ministeriali giapponesi, e in fondazioni ed associazioni giapponesi ed internazionali.

## Pubblicazioni
- Major publications Use of Microorganisms in Agriculture & Their Positive Effects on Environmental Safety (Nobunkyo 1991)
- Effective Micro-organisms: An Earth Saving Revolution Vol. 1 published in English in 1993 by Sunmark Publishing in Japan.
- Effective Micro-organisms: An Earth Saving Revolution Vol. 2 Published in 1998 in English.
- Our Future Reborn (English)
- EM Environmental Revolution (Chief Editor; Sogo Unicom 1994)
- EM Industrial Revolution (Chief Editor; Sogo Unicom 1997)
- An Earth Saving Revolution (Sunmark Publishing, Inc. 1993)
- An Earth Saving Revolution II (Sunmark Publishing, Inc. 1994)
- An Earth Saving Revolution III (Sunmark Publishing, Inc. 1997)
- The Genuine Century (Co-author; PHP Kenkyusho 1995)
- Microorganisms Rescue the Civilization (Co-author; Crest Co., Ltd. 1995)
- EM: A New Life for Kitchen Garbage (Sunmark Publishing, Inc. 1995)
- All About Teruo Higa (Sunmark Publishing, Inc. 1998)
- Yomigaeru Mirai (Sunmark Publishing, Inc. 2000)
- EM Medical Revolution (Chief Editor; Sogo Unicom 2000)
- Wonder of Sosei Sea Salt (Co-author; Sogo Unicom 2001)
- New Century - EM Environmental Revolution (Chief Editor; Sogo Unicom 2003)

### Pubblicazioni italiane
- "Microrganismi Effettivi” (Teeniche Nuove 1996)

| Controllo di autorità | VIAF (EN) 59956500 · ISNI (EN) 0000 0001 1876 7726 · LCCN (EN) nr95013710 · GND (DE) 122062302 · BNF (FR) cb165010394 (data) · J9U (EN, HE) 987007342586505171 · NSK (HR) 000341353 · NDL (EN, JA) 00120802 · CONOR.SI (SL) 20387427 |